# إستر فيغيريدو فيراز
إستر فيغيريدو فيراز (6 فبراير 1916 - 23 سبتمبر 2008) كانت أول وزيرة تعمل في حكومة البرازيل. شغلت فيراز منصب وزير التعليم البرازيلي من عام 1982 حتى عام 1985.
ولدت إستر فيراز في ساو باولو في 6 فبراير 1929. كانت عضوًا في أكاديمية باوليستا دي ليتراس. حصلت فيراز على إجازة في القانون وأصبح محامية. واصلت لتصبح أول امرأة تترأس نقابة المحامين البرازيلية ابتداءً من عام 1949. أصبحت فيراز فيما بعد أول امرأة تدرس وتحاضر في جامعة ساو باولو.
أصبحت إستر فيراز أول وزيرة للتعليم والثقافة من عام 1982 حتى عام 1985 في ظل حكومة الرئيس جواو فيغيريدو. وبذلك أصبحت أول امرأة تترأس وزارة حكومية برازيلية. قامت بتأليف العديد من الكتب، والتي تناولت المرأة والدعارة.
توفيت إستر فيراز بسبب سكتة دماغية في مستشفى دو كوراساو في ساو باولو في 23 سبتمبر 2008 عن عمر يناهز 92 عامًا.